# Ivan Zoroski
Ivan Zoroski, (en serbio: Иван Зороски; (nacido el 24 de julio de 1979 en Belgrado, Serbia) es un exjugador de baloncesto serbio. Con 1.95 de estatura, su puesto natural en la cancha es el de base.

## Trayectoria
- FMP Železnik (2000-2003)
- Reflex Belgrado (2003-2004)
- Olympiacos (2004-2005)
- Spirou Charleroi (2005)
- Dinamo Moscú Oblast (2005-2006)
- CB Valladolid (2006-2007)
- Panionios BC (2007-2010)
- Teramo Basket (2010-2011)
- Sutor Montegranaro (2011-2012)
- Reyer Venezia (2012-2013)